# 血淋巴

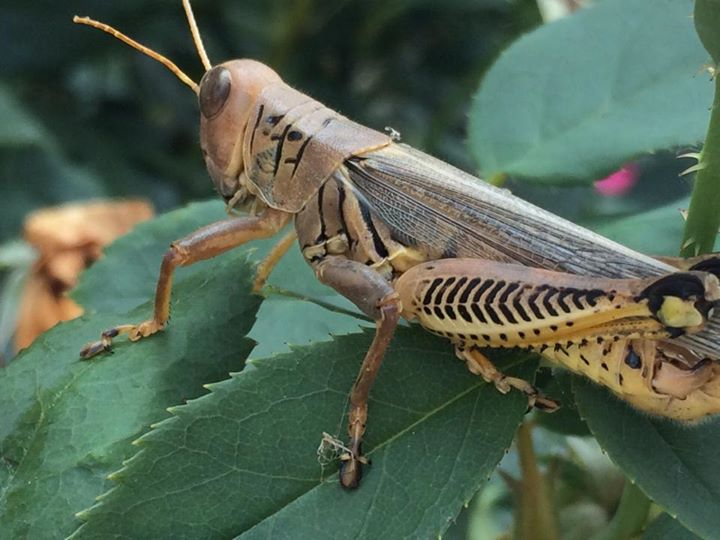
蚱蜢有一个开放式循环系统，血淋巴在相互连接的窦或血腔与器官周围的空隙中移动

如图是一个开放式循环系统，开放式循环系统由心脏，血管和血淋巴构成。图中显示了血淋巴如何在蚱蜢体内循环。血淋巴首先通过心脏泵入主动脉，分散到头部和整个血腔，然后通过位于心脏的开口返回，并重复该过程

血淋巴（Hemolymph 或 haemolymph）是一种类似脊椎动物血液的液体，通常在无脊椎动物（节肢动物）体内循环，并与其细胞保持直接接触。它由液体的血浆与漂浮在其中的血细胞构成，同时其中还有大量化学物质。血淋巴是无脊椎动物特有的开放式循环系统中主要的组织类型，但此外，一些非节肢动物如软体动物等同样拥有此循环系统。
长期以来人们认为昆虫并不需要针对氧气的循环系统，却在血淋巴中发现了功能性血蓝蛋白。 昆虫的“血液”通常不会包含血红蛋白，虽然一些血红蛋白可能存在于气管中，并在呼吸中发挥一定的作用。

## 运输方式
在蚱蜢中，封闭的循环系统由心脏和沿着昆虫背侧延伸的主动脉组成，心脏将血淋巴泵入发生物质交换的血腔窦。这种系统所需的血淋巴体积是通过减小体腔的大小从而保持在最低限度的。血腔分成数个为称为窦（sinuses）的腔室。
肌肉的协调运动逐渐将血淋巴带回心脏周围的窦。在紧缩时，心脏壁上的微小瓣膜打开，让血淋巴进入，使其充满动物身体的所有内部血腔并包围所有细胞。它含有血蓝蛋白，这是一种铜基蛋白质，在氧化时会变成蓝色，不同于脊椎动物红细胞中的铁基血红蛋白，血蓝蛋白使血淋巴呈蓝绿色，而不是脊椎动物血液的红色。当没有被氧化时，血淋巴会迅速失去颜色并呈现灰色。
包括大多数昆虫在内的低等节肢动物的血淋巴不用于氧气运输，因为这些动物通过其他方式呼吸，例如气管，但它确实含有蛋白质和糖等营养物质。动物在运动过程中的肌肉运动可以促进血淋巴的运动，但这种作用将血流从一个区域转移到另一个区域的能力是有限的。当心脏放松时，血淋巴通过称为 ostia 的开放式孔洞回到心脏。  但是，术语“ostia”并非特定用于昆虫循环；它的字面意思是“门”或“开口”，必须放在上下文中进行理解。

## 组成
血淋巴包含抗冻的成核剂。 这种成核剂已在几种昆虫的血淋巴中发现，即鞘翅目（甲虫）、双翅目（苍蝇）和膜翅目。

## 血细胞
血细胞是构成血淋巴的自由漂浮的细胞团。 是节肢动物免疫系统中的一个组成部分部分。